# BRD
BRD ist eine nicht offizielle Abkürzung für die Bundesrepublik Deutschland, die mitunter im wissenschaftlichen und insbesondere politischen Kontext verwendet wird, analog zur Abkürzung „DDR“ während der Epoche von 1949 bis 1990. Amtliche Verlautbarungen der Bundesrepublik enthalten die Abkürzung dagegen seit Anfang der 1970er-Jahre nicht mehr.

## Entstehung und Verwendung des Begriffs

### Abkürzung in der Bundesrepublik Deutschland
Nach Gründung der Bundesrepublik Deutschland wurde die Abkürzung „BRD“ dort zunächst wertfrei verwendet. Die Gesellschaft für deutsche Sprache (GfdS) ermittelte 1988 als ältesten Beleg den Aufsatz Die verfassungsrechtlichen Grundlagen der Bundesrepublik Deutschland des seinerzeitigen Ordinarius für öffentliches Recht und Völkerrecht an der Universität Freiburg, Wilhelm Grewe, in der Deutschen Rechts-Zeitschrift vom 20. Juni 1949. In gewissem Umfang war diese Abkürzung bereits in den 1950er-Jahren gebräuchlich.
Der Rechtschreibduden – von 1956 bis 1996 in Westdeutschland maßgeblich für die amtliche deutsche Rechtschreibung – führte 1967 die Abkürzung erstmals in seiner 16. Auflage. Im Juli 1965 legte das damalige Bundesministerium für gesamtdeutsche Fragen unter Erich Mende (FDP) „Richtlinien für die Bezeichnung [I.] Deutschlands; [II.] der Demarkationslinien innerhalb Deutschlands; [III.] der Orte innerhalb Deutschlands (Bezeichnungsrichtlinien)“ fest. Darin wurde Folgendes im Gemeinsamen Ministerialblatt (GMBl. S. 227 f.) beschrieben:

„Die Bundesrepublik Deutschland setzt – unbeschadet der Tatsache, daß ihre Gebietshoheit gegenwärtig auf den Geltungsbereich des Grundgesetzes beschränkt ist – das Deutsche Reich als Völkerrechtssubjekt unter Wahrung seiner rechtlichen Identität fort. Statt der ausdrücklichen Bezeichnung ‚Bundesrepublik Deutschland‘, die das Grundgesetz festgelegt hat, sollte daher die Kurzform ‚Deutschland‘ immer dann gebraucht werden, wenn die Führung des vollständigen Namens nicht erforderlich ist. […] Die Abkürzung ‚BRD‘ oder die Bezeichnung ‚Bundesrepublik‘ ohne den Zusatz ‚Deutschland‘ sollten nicht benutzt werden. […] Das 1945 von der Sowjetunion besetzte Gebiet Deutschlands westlich der Oder-Neiße-Linie mit Ausnahme Berlins wird im politischen Sprachgebrauch als ‚Sowjetische Besatzungszone Deutschlands‘, abgekürzt als ‚SBZ‘, in Kurzform auch als ‚Sowjetzone‘ bezeichnet. Es ist nichts dagegen einzuwenden, daß auch die Bezeichnung ‚Mitteldeutschland‘ verwendet wird.“

Anfang der 1970er-Jahre begann eine Kontroverse um die Abkürzung, als in einigen Bundesländern der Gebrauch untersagt wurde, da sie durch die häufige Verwendung in der DDR als „kommunistische Erfindung“ und „Agitationsformel“ verfemt sei. Mit der Vermeidung der Abkürzung „BRD“ wollte sich die bundesdeutsche Seite vom Sprachgebrauch in der DDR abgrenzen und verhindern, dass west- und ostdeutscher Staat durch analoge Abkürzungen auf eine Stufe gestellt werden. Die Bundesrepublik Deutschland betrachtete sich trotz aller Lockerungen im deutsch-deutschen Verhältnis stets als völkerrechtlich einzig legitimen deutschen Staat (keine völkerrechtliche Anerkennung der DDR), da nur ihre Regierung aus demokratischen Wahlen hervorging. Die Bezeichnung „Deutschland“ beanspruchte sie für Gesamtdeutschland und damit stellvertretend für sich selbst. Durch die fortdauernde Verwendung dieses Begriffs sollte die Existenz einer deutschen Nation – Deutschland als Ganzes – im öffentlichen Bewusstsein gehalten werden, um das Staatsziel der Wiedervereinigung nicht zu gefährden. Am 31. Mai 1974 empfahlen dann die Regierungschefs des Bundes und der Länder, „dass im amtlichen Sprachgebrauch die volle Bezeichnung ‚Bundesrepublik Deutschland‘ verwendet werden“ solle.
Ab Juni 1974 wurden von der Kultusministerkonferenz (KMK) Schulbücher mit dem Kürzel „BRD“ nicht mehr zugelassen. In Aufsätzen in West-Berlin durfte das Kürzel, wenn das Thema Deutschland im Unterricht behandelt worden war, als Fehler angestrichen werden. Seit dem 4. Oktober 1976 gibt es einen Runderlass des Kultusministers von Schleswig-Holstein (NBl. KM. Schl.-H. S. 274), der jede Abkürzung für nicht „wünschenswert“ erklärt.
Im Jahr 1977 nahm die GfdS die Abkürzung in die Liste der Wörter des Jahres auf.
Andreas von Schoeler, parlamentarischer Staatssekretär im Bundesministerium des Innern, gab am 30. November 1979 dem Deutschen Bundestag die Auskunft, dass von dem Gebrauch des Akronyms „BRD“ Abstand zu nehmen sei. Nachdem schon in den siebziger Jahren die Kultusministerien einzelner Länder darauf hingewiesen hatten, dass die volle Bezeichnung „Bundesrepublik Deutschland“ im Schulunterricht benutzt werden sollte, fasste die Kultusministerkonferenz in ihrer 202. Plenarsitzung am 12. Februar 1981 den Beschluss, die Abkürzung „BRD“ in Schulbüchern und kartographischen Werken für den Schulunterricht nicht mehr zu verwenden. Er wurde in der Folge von einzelnen Ländern durch Bekanntmachung in ihren Amtsblättern in Landesrecht umgesetzt, so unter anderem in Baden-Württemberg am 14. April 1981 und in Schleswig-Holstein am 4. August 1981.
Die amtliche Auffassung zu BRD ist einer der wenigen Fälle (siehe auch Orthographie), in denen so versucht wurde, direkt in den bundesdeutschen Sprachgebrauch einzugreifen.
In den 1980er-Jahren verband sich im Zusammenhang mit der Flick-Affäre der „gekauften Republik“ das Kürzel auch mit dem polemisch-politischen Schlagwort „Bananenrepublik Deutschland“.

### Abkürzung in der Deutschen Demokratischen Republik
In der Deutschen Demokratischen Republik wurde die Bundesrepublik in den ersten beiden Jahrzehnten der deutschen Teilung meist Westdeutschland genannt. Die SED-Führung vermied damit die amtliche Bezeichnung Bundesrepublik Deutschland. In offiziellen Schreiben wurden daher zeitweise auch die Bezeichnungen „westdeutsche Bundesrepublik“ und „Deutsche Bundesrepublik“ (DBR) gebraucht. Darin kam vor allem die Analogie zum Staatsnamen Deutsche Demokratische Republik (DDR) zum Vorschein, um die von der Sowjetunion postulierte Zwei-Staaten-Theorie zu betonen und den Begriff Deutschland für eine gesamtdeutsche Nation offenzuhalten. Als Reflex darauf, dass diese Bezeichnung dann auch in der Bundesrepublik sogar teils von Vertriebenenpolitikern verwendet wurde, wies die Bundesregierung in ihren Bezeichnungsrichtlinien von 1961 „Deutsche Bundesrepublik“ als „terminologisches Pendant zur ‚Zweistaatentheorie‘“ aus, wodurch die Bezeichnung als „inkorrekt“ und „grundsätzlich zu vermeiden“ gebrandmarkt wurde.
Auch die ostdeutsche Literatur nahm diese Bezeichnung auf. Dies änderte sich jedoch 1968 mit dem Inkrafttreten der neuen DDR-Verfassung. Seither wurde in der DDR für die Bundesrepublik neben der amtlichen Staatsbezeichnung Bundesrepublik Deutschland offiziell verstärkt die Abkürzung BRD verwendet. Dies sollte die Gleichberechtigung der beiden Staaten ausdrücken; die Bezeichnung verbreitete sich auch im allgemeinen Sprachgebrauch.

### Konsentierte bundesdeutsche Abkürzungen

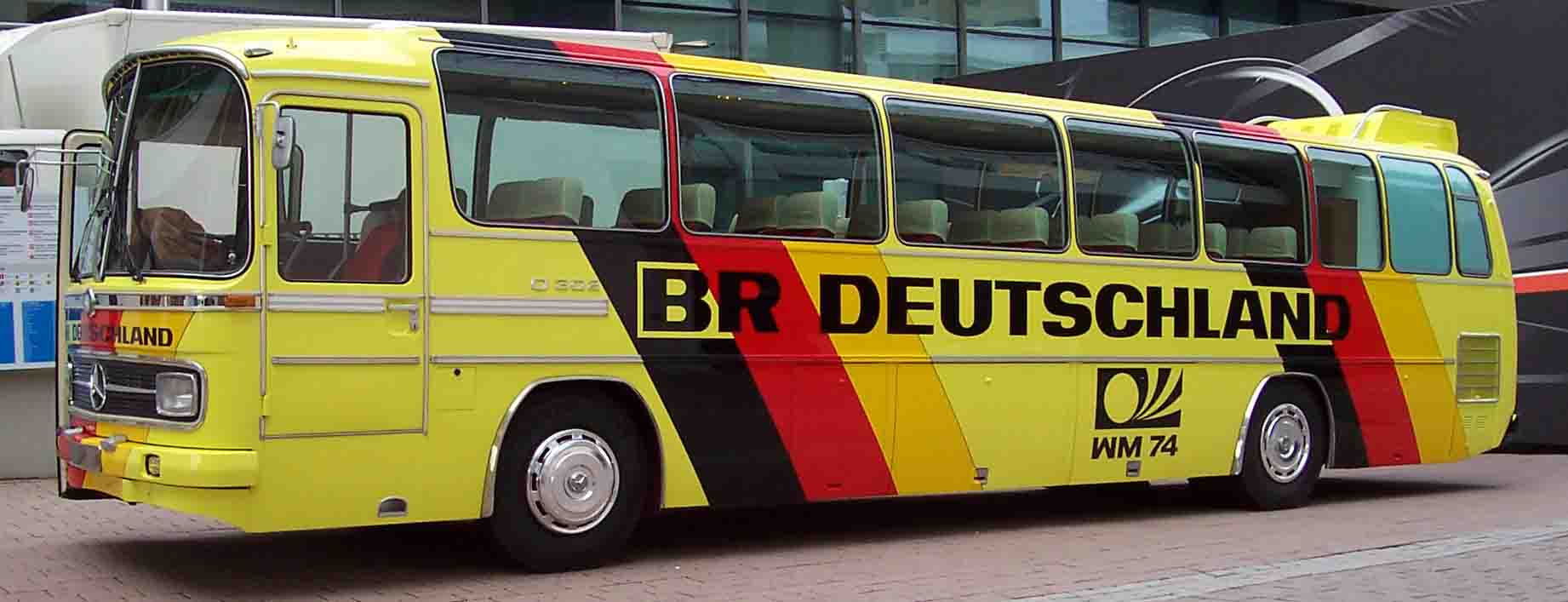
BR Deutschland: Mannschaftsbus der bundesdeutschen Nationalmannschaft bei der Fußball-Weltmeisterschaft 1974

D-Schild

In den alten Bundesländern wurden bis zur Deutschen Einheit und werden teilweise auch danach die Abkürzungen BR Deutschland (auch BRep Deutschland), BR Dt., BR Dtl., BRDt., BRep.Dtschl., BRep. Dtschld., B’Rep. Dt., B.Rep. Dtld., BRep.D, BR Dtld. oder vereinzelt – soweit kontextbezogen – einfach BRep. und Dtld. bevorzugt; eine Verwendung des Kürzels „BRD“ war hingegen von offizieller Seite nicht erwünscht (siehe auch Abschnitt „Heutige Verwendung“). Im mündlichen Sprachgebrauch war und ist der Kurzname Bundesrepublik für die Bundesrepublik Deutschland gebräuchlich.

### Kfz-Nationalitätszeichen
Dass beide deutsche Staaten das Nationalitätenkennzeichen D verwendeten, hatte 1971 zur gleichnamigen Benennung des westdeutschen Fernsehmagazins Kennzeichen D geführt.
Um ihre „Eigenständigkeit zu betonen“, ersetzte die DDR das D-Kennzeichen ab dem 1. Januar 1974 durch das Nationalitätskennzeichen DDR. Daraufhin riefen in der Bundesrepublik linke Gruppierungen, besonders die Deutsche Kommunistische Partei (DKP), ihre Anhänger dazu auf, an ihren Kraftfahrzeugen das „anmaßende“ Nationalitätenkennzeichen D, auch „D-Schild“ genannt, durch ein Schild mit den Buchstaben BRD zu ersetzen. In solchen Fällen wurden im öffentlichen Straßenverkehr mitunter Bußgeldbescheide verteilt, was damit begründet wurde, dass der „BRD“-Aufkleber mit einem fremden Nationalitätskennzeichen verwechselt werden könnte. Dagegen brachten im Zuge der Wende im Herbst 1989 DDR-Bürger ihr Streben nach nationaler Einheit mit der Umwandlung ihres DDR-Schilds in ein D-Schild durch Tilgung des ersten und letzten Buchstabens zum Ausdruck.

### Internationale Abkürzungen
International waren und teilweise sind die entsprechenden Abkürzungen wie FRG (für Federal Republic of Germany) im Englischen und RFA (République Fédérale d’Allemagne) im Französischen üblich. Die russische Abkürzung ФРГ (für Федеративная Республика Германия, Federatiwnaja Respublika Germanija) ist auch heute noch sehr gebräuchlich.
Für das vereinigte Deutschland haben sich verschiedene Abkürzungen durchgesetzt:
- D: als Kfz-Nationalitätszeichen und ziviles Luftfahrzeugkennzeichen,
- DE (neben DEU Landescode des internationalen Standards ISO 3166): im Internet und internationalen Adressen (z. B. in Luftfrachtbriefen) oder Patenten,
- GER (offizielles Mannschaftskürzel des IOC; lateinisch Germania): bei internationalen Sportereignissen.

## Heutige Verwendung
Seit dem Ende des Kalten Krieges Ende des 20. Jahrhunderts und mit der deutschen Wiedervereinigung hat die Diskussion um die Abkürzung BRD ihre Brisanz verloren. So setzt der Duden seit den 1990er-Jahren „BRD“ mit „Bundesrepublik Deutschland“ gleich, während er aber darauf hinweist, dass es sich um eine „nicht amtliche Abkürzung“ handelt. Seitdem verwendet zuweilen auch die dem Bundesinnenministerium unterstellte Bundeszentrale für politische Bildung auf ihren Webseiten und bei der Veröffentlichung wissenschaftlicher Publikationen die in ihrer Vergangenheit nicht unumstrittene Abkürzung BRD. Regelmäßig wird die Abkürzung auch in den Medien verwendet, z. B. in der Frankfurter Allgemeinen Zeitung, in der Süddeutschen Zeitung oder in der Welt, auch wenn sie sich inzwischen auf das vereinte Deutschland bezieht.
Der Begriff „alte BRD“ tauchte in den Medien ungefähr ab dem Jahr 2000 als Verweis auf die Bundesrepublik Deutschland vor 1990 auf, welche sich nicht nur geografisch, sondern auch in der Ausprägung der Sozialen Marktwirtschaft von der Bundesrepublik des 21. Jahrhunderts unterscheidet (vgl. auch die Analogiebildung Bonner Republik). Zum Beispiel waren viele Unternehmen, die der Versorgung der Bevölkerung dienen, noch nicht privatisiert, sondern Bundes-, Landes- oder kommunales Eigentum (z. B. Bundespost, Bundesbahn, Krankenhäuser).

## Rechtsextreme Verwendung
Gelegentlich wird heute von Rechtsextremisten wie Horst Mahler sowie von Nationalisten die Abkürzung BRD verwendet, um darzustellen, dass aus ihrer Sicht die Bundesrepublik Deutschland zum einen nur einen Teil Deutschlands (d. h. in den Grenzen von 1937) umfasse – in revanchistischen Kreisen misst man dem deutsch-polnischen Grenzvertrag zu den ehemaligen deutschen Ostgebieten von 1990 keine Bedeutung zu – und zum anderen kein souveräner Staat sei, sondern lediglich eine „Organisationsform einer Modalität der Feindmächte des Deutschen Reiches“ (OMF-BRD) – in Anlehnung an den von Carlo Schmid 1948 geprägten Begriff der „Organisationsform einer Modalität der Fremdherrschaft“. Darüber hinaus wird das Kürzel verwendet in Darstellungen, die die Bundesrepublik als illegitimen Staat ansehen, dessen Regierung so genannte „Kommissarische Reichsregierungen“ gegenübergestellt werden, z. B. als „BRD GmbH“.

## Ähnlicher Streitfall
Eine vergleichbar ideologisch geführte Diskussion gab es um die Begriffe Berlin (West), West-Berlin und Westberlin mit der Abkürzung WB. Die in Berlin (West) und der Bundesrepublik Deutschland („Westdeutschland“) benutzte Klammerkonstruktion sollte die Einheit der Stadt Berlin, die in zwei Teile geteilt war, klarstellen. Seitens der DDR wurde durch die Zusammenschreibung „Westberlin“ versucht, den Eindruck eines eigenständigen geografischen (wie z. B. Westindien) und politischen Gebietes („Selbständige politische Einheit Westberlin“) zu schaffen, und dieses von Berlin, Hauptstadt der Deutschen Demokratischen Republik abzugrenzen.
Ebenso ergab sich eine politische Debatte um den Begriff „Westdeutschland“ oder auch hinsichtlich dessen, dass die DDR nicht Ausland zur Bundesrepublik sein könne, sowie um die Abkürzung „DDR“, die z. B. in der Springer-Presse vor dem 2. August 1989 nur in Anführungszeichen verwendet wurde.